# Turbonilla grippi
Turbonilla grippi är en snäckart som beskrevs av Bartsch 1912. Turbonilla grippi ingår i släktet Turbonilla och familjen Pyramidellidae. Inga underarter finns listade i Catalogue of Life.